# Бежанец (1927)
„Бежанец“ (изписване до 1945 година: Бежанецъ) с подзаглавие Безпартийна трибуна на прокудените българи бежанци е български вестник, излизал от 4 април 1927 година до 3 май 1927 година в София, България.

## История
Вестникът се печата в печатница „Юнион“ и е седмичник, като излиза в събота. Главен редактор е П. Хр. Кожухаров. Вестникът е опит за надпартиен поглед върху бежанския проблем в България.
| Годишнина | Броеве | Дата                      |
| --------- | ------ | ------------------------- |
| I         | 1 – 22 | 4 април 1927 – 3 май 1927 |